# Justus Carl Hasskarl
Justus Carl Hasskarl, född den 6 december 1811 i Kassel, död den 5 januari 1894 i Kleve, var en tysk botanist.
Hasskarl var 1836–1846 chef för botaniska trädgården i Buitenzorg på Java, och överförde år 1852 från Peru 40 plantor tillsammans med en mängd frön till Java, vilket blev grunden till trädgårdens kinaodling. Hasskarl bidrog med värdefulla insatser för att öka kännedomen av Östra Asiens flora. 
Bland hans skrifter kan nämnas Plantæ javanicæ rariores (1848), Filices javanicæ (1856), Retzia sive observationes botanicæ de plantis horti botanici Bogoriensis (1855–56; 2:a upplagan med titel Hortus Bogoriensis 1858; avslutad i tidskriften "Bonplandia", 1859) och Commelinaceæ indicæ (1870).
Auktorsnamnet Hassk. kan användas för Justus Carl Hasskarl i samband med ett vetenskapligt namn inom botaniken; se Wikipediaartiklar som länkar till auktorsnamnet.